# (36534) 2000 QV87
2000 QV87 (asteroide 36534) é um asteroide da cintura principal. Possui uma excentricidade de 0.11214150 e uma inclinação de 4.84588º.
Este asteroide foi descoberto no dia 25 de agosto de 2000 por LINEAR em Socorro.